# Escudo de Escocia
En el escudo de armas de Escocia figura, en campo de oro, un león rampante de gules, armado y lampasado de azur, encerrado en un doble trechor florado y contraflorado de gules.

## Historia

Corona y cimera reales de Escocia.

Las armas escocesas tienen un precedente documentado ya en el siglo XII, durante el reinado de Guillermo I de Escocia. El escudo escocés fue usado por sus monarcas hasta 1603, fecha en que se produjo la unión dinástica con Inglaterra con Jacobo VI (I de Inglaterra) y las armas escocesas empezaron a aparecer junto a las inglesas.
Las armas de los monarcas escoceses en el siglo XVII habían evolucionado y contaban con diversos elementos exteriores al blasón. Aparecía rodeado por el collar de la Orden escocesa del Cardo y flanqueado por dos figuras (soportes) con forma de unicornio rampante de plata con crines, colletado (portando una corona abierta en su cuello a modo de collar) y encadenado de oro. Además cada uno de ellos se representa sosteniendo un estandarte, el situado en la diestra del escudo con los colores del estandarte real (un pabellón heráldico con los elementos del escudo propiamente dicho) y con los de la bandera de San Andrés, el de la siniestra. La figura del unicornio, sin la enseña, también quedó incorporado en el escudo de armas de los monarcas británicos. El escudo aparecía timbrado con la corona real escocesa y sobre ella se situaba su cimera, un león coronado de gules que sostiene una espada y un cetro, junto a una cinta en la que aparecía escrita la versión abreviada del segundo de los lemas escoceses: In my defens God me defend (In defens) (en inglés: En mi defensa Dios me defiende). 
Al pie, también fuera del escudo, se colocaba una cinta con el lema escocés: “Nemo me impune lacessit" (”Nadie me ofende impunemente”). Algunos de estos elementos aparecen en el escudo de armas que los monarcas británicos usan cuando están en Escocia.
| Evolución del campo del escudo escocés |           | |
| Escudo                                 | Vigencia  | Detalles |
|                                        | 1165-1558 | El rey Guillermo I de Escocia, fue el primero en utilizar las armas reales escocesas. |
|                                        | 1558-1559 | María I unió en un escudo partido las armas reales con las de su marido Francisco, delfín de Francia. |
|                                        | 1559-1560 | Cuando María I se convirtió en reina consorte de Francia reunió las armas reales francesas y escocesas. |
|                                        | 1560-1565 | Al enviudar de Francisco II de Francia, María I adoptó un escudo partido y dimidiado en su mitad diestra (formado con mitad de las armas reales francesas).                                                                         |
|                                        | 1565-1603 | Al contraer matrimonio con Enrique Estuardo en 1565, María I retiró las armas francesas. Jacobo VI fue el último monarca en utilizar las armas reales escocesas al producirse la Unión dinástica de Escocia con Inglaterra en 1603. |

| Evolución de los adornos exteriores                                             |                 | |
| Escudo                                                                          | Vigencia        | Detalles |
|                                                                                 | 1370-ca.1500    | La presencia de un yelmo, la corona y la cimera reales de escocesas como timbre heráldico ya aparece documentada en las últimas décadas del siglo XIV. Hasta el siglo XVI la corona real se representó abierta, sin diademas, orbe ni cruz. El yelmo, de perfil en las versiones más correctas, aparecía adornado con un mantelete o lambrequines (en función de la época y versiones) y el león de la cimera real escocesa portaba únicamente una espada y una corona, también abierta.                                                    |
|                                                                                 | ca.1500-ca.1540 | Aunque ya en el reinado de Jacobo III se introdujo la figura del unicornio (sentado) como adorno de sus armas, fue durante la primera mitad del siglo XVI cuando se consolidó la presencia como soportes heráldicos de dos unicornios rampantes, encadenados con una corona abierta en el cuello y sosteniendo sendos estandartes (con los colores del pabellón real a la diestra y de la bandera de San Andrés a la siniestra). Además, en los adornos exteriores, se añadió el emblema vegetal de Escocia (una o varias flores de cardo). |
|                                                                                 | ca.1540-1603    | Durante el reinado de Jacobo V se fijó la presencia del collar de la Orden del Cardo. |
| Para la evolución posterior, véase Escudo del Reino Unido#Evolución histórica . |                 | |

## Galería de imágenes
|                                           |
| Escudo del Gobierno británico en Escocia. |

|                                                                      |
| Escudo de armas del monarca británico, variante empleada en Escocia. |

|                                                               |
| Escudo de armas del duque de Rothesay, heredero de la Corona. |

## Estandarte real de Escocia

Estandarte de los monarcas de Escocia (hasta 1603).

Los monarcas escoceses usaron, hasta la unión con Inglaterra, como símbolo personal un estandarte con los mismos elementos que componen el campo del escudo. Esta bandera, amarilla, es usada por la población escocesa como uno de sus símbolos a pesar de no tener actualmente carácter oficial como la bandera azul con la cruz de San Andrés pero es una de las cuatro divisiones de la enseña del monarca del Reino Unido.